# Seznam rokopisov Nove zaveze v majuskuli
Majuskulny rokopis Novo zavezo pisan je v grščini in v uncialni pisavi (majuskulni). Do danes dňu 322 znanih majuskulních rokopisov Novo zavezo.
| #   | Označenie | Meéno                 | Datovania   | Obsah                           | Inštitúcie                                   | Mesto     | Kraina     |
| --- | --------- | --------------------- | ----------- | ------------------------------- | -------------------------------------------- | --------- | ---------- |
| 01  | א         | Sinajski kodeks       | 4. stoletje | Evangelije, Pavel, Apd, VE, Raz | British Library, Add. 43725                  | London    | UK         |
| 02  | A         | Aleksandrijski kodeks | 5. stoletje | Evangelije, Apd, VE, Pavel, Raz | British Library, Royal 1 D. VIII             | London    | UK         |
| 03  | B         | Vatikanski kodeks     | 4. stoletje | Evangelije, Apd, VE, Pavel      | Vatikanska knjižnica, Gr. 1209               | Vatikan   | Vatikan    |
| 04  | C         | Efremov kodeks        | 5. stoletje | Evangelije, Apd, Pavel, Raz     | Bibliothèque nationale de France, Gr. 9      | Pariz     | Francija   |
| 05  | Dea       | Bezov kodeks          | 5. stoletje | Evangelije, Apostolska dela     | University of Cambridge, Nn. II. 41          | Cambridge | UK         |
| 06  | Dp        | Klaromontanski kodeks | 6. stoletje | Pavlove epištoly                | Bibliothèque nationale de France, Gr. 107 AB | Pariz     | Francija   |
| 07  | Ee        | Basilejski kodeks     | 8. stoletje | Evangelije                      | Basilejska knjižnica, AN III 12              | Basel     | Švica      |
| 08  | Ea        | Laudianski kodeks     | 6. stoletje | Apostolska dela                 | Bodleian Library, Laud. Gr. 35               | Oxford    | UK         |
| 09  | Fe        | Codex Boreelianus     | 9. stoletje | Evangelije                      | Utrecht University, Ms. 1                    | Utrecht   | Nizozemska |
| 010 | Fp        | Codex Augiensis       | 9. stoletje | Pavlove epištoly                | Trinity College, B. XVII. 1                  | Cambridge | UK         |
| 011 | Ge        | Seidelianus I         | 9. stoletje | Evangelije                      | British Library, Harley 5684                 | London    | UK         |
| 012 | Gp        | Boernerianus          | 9. stoletje | Pavlove epištoly                | Sächsische Landesbibliothek, A 145b          | Dresden   | Nemčija    |